# Myrsine platystigma
Myrsine platystigma är en viveväxtart som beskrevs av Ferdinand von Mueller. Myrsine platystigma ingår i släktet Myrsine och familjen viveväxter. Inga underarter finns listade i Catalogue of Life.